# Appius
Appius war ein antiker römischer Vorname (praenomen), der hauptsächlich in der gens Claudia, einem Patriziergeschlecht, verwendet wurde. Auf Inschriften wurde der Name mit App. abgekürzt.

## Bekannte Namensträger
- mehrere Politiker mit dem Namen Appius Claudius
- mehrere Politiker mit dem Namen Appius Claudius Pulcher
- Aeneas Appius (* 1960), Schweizer Ausdauerathlet
- Gaius Appius Fuscus, antiker römischer Toreut